# Виноградов, Пётр Андреевич
Пётр Андреевич Виноградов (1844—1909) — педагог, автор учебников.

## Биография
После окончания в 1863 году Владимирской духовной семинарии, учился в Киевской духовной академии; с 1865 года — в Московском университете. В 1869 году окончил кандидатом историко-филологический факультет Московского университета и начал службу учителем русского языка в 4-й московской гимназии. Более тридцати лет (1870—1902) проработал в 3-й московской гимназии — штатным преподавателем русского языка и словесности, а также латинского языка; затем был в ней инспектором. Преподавал также русский язык и словесность в гимназии Креймана (с 1872), а с 1873 года — в Лицее Цесаревича Николая. С 1873 по 1891 год он исправлял обязанности секретаря педагогического совета 3-й гимназии; с 25 июня 1897 по 10 июля 1902 года П. А. Виноградов был инспектором 3-й Московской гимназии; затем — инспектором (1902—1907) и директором (1907—1909) 10-й Московской гимназии.
В 1884 году при его деятельном участии был составлен Исторический очерк ХХѴ-летия Московской частной гимназии Креймана
В 1889 году вышло исследование П. А. Виноградова: Краткий исторический очерк пятидесятилетия Московской III гимназии: (1839—1889) (М.: Типография А. Левенсон, 1889. — 246 с.).
Им также составлены, многократно переиздававшиеся, «Начальный курс латинского языка» (с 1895). «Латинская хрестоматия с упражнениями» (с 1900) и «Практика латинского синтаксиса» (с 1907). В 1880 году им был напечатан «Полный русско-латинский словарь» Ч. 1 (1880); в 1885 году издан «Краткий русско-латинский словарь», имевший до 1889 года 3 переиздания. Были напечатаны несколько речей, сказанных им в разное время и по разным случаям:
- «Жуковский и романтическая школа»  (сказана на годичном акте Московской частной гимназии Креймана 2 октября 1876 г.). — М., 1877.
- «Светлые мотивы в поэзии Лермонтова» (на годичном акте Московской 3-й гимназии 9 сентября 1891 г.). — М., 1891.
- «О житии преподобнаго Сергия» (в Московской частной гимназии Креймана 2 октября 1892 г.). — М., 1893.
- «Пушкин, как художник» (на литературном вечере, посвящённом памяти Пушкина, 10 декабря 1895 г.). — М., 1896.
- «Язык, как творчество». — М., 1895.

Племянник (сын сестры, Ольги Андреевны), Николай Васильевич Несмеянов, ставший директором московского сиротского приюта братьев Бахрушиных, в период своего обучения в гимназии жил у Виноградовых во Владимире.
Похоронен на Пятницком кладбище.

## Семья
Жена — дочь коллежского советника Анна Ивановна Масленникова (1845—1918). У них — 5 сыновей и 2 дочери:
- Михаил (1872—1936)[9]
- Анна (1874—?), замужем за Николаем Ивановичем Муравьёвым (домашнее прозвище "Граф")
- Сергей (1877—1926)
- Пётр (1878—1945)
- Николай (1878—1922), окончил Инженерное училище Ведомства путей сообщения; его жена, Анна Ивановна Муравьёва (1881—1964) — кандидат химических наук, доцент Московского института тонкой химической технологии, где работала с 1908 по 1941 годы.
- Леонид (1882—?)
- Нина (1885—?)